# 吳春福
吳春福（英語：Frank Wu），台灣慈善家及科技創業人士，畢業於國立台灣大學政治系、國立中山大學中山所。現任瑞信兒童醫療基金會董事長、聿信醫療器材科技股份有限公司董事長。獲得中華民國青年創業總會所頒發2011年第34屆國內創業楷模獎，並且曾獲選中山大學99學年度傑出校友。